# Raymond Lee Ditmars
Raymond Lee Ditmars est un herpétologiste américain, né le 22 juin 1876 à Newark dans le New Jersey et mort le 12 mai 1942 à New York.

## Biographie
Descendant d’immigrants hollandais dont le nom de famille était Ditmarsen. Il s’intéresse très tôt aux animaux, notamment aux reptiles et possède son premier serpent à douze ans. Élève médiocre, il préfère être en vacances moment où il peut chercher des spécimens ou être chez lui où il étudie ses animaux.
En 1893, Ditmars est embauché au département d’entomologie au American Museum of Natural History. Il démissionne en 1897 pour prendre un poste mieux rémunéré comme sténographe. En juillet 1898, il devient reporter au New York Times. L’un de ses premiers reportages le conduit à découvrir la New York Zoological Society, nouvellement créée et qui avait installée son zoo dans le quartier du Bronx. Il est alors embauché comme conservateur-assistant chargé de reptiles en juillet 1899. Il offre alors à l’institution sa propre collection qui devient le noyau du muséum du zoo. Commence alors une longue collaboration avec le zoo du Bronx où, en 1926, il est chargé des mammifères et en 1940 des insectes. Il fait du zoo du Bronx l’un des plus importants du monde.
Ditmars publie une vingtaine de livres de zoologie, sur sa vie ou ses voyages. The Reptile Book paraît en 1907 et connaît un grand succès. Il sera réédité et augmenté plusieurs fois. Avec Reptiles of the World (1910, réédité et augmenté en 1933), Snakes of the World (1931), Reptiles of North America (1936) et Field Book of North American Snakes (1939), il touche un large public et popularise l’intérêt pour les reptiles. De nombreux herpétologistes se sont passionnés par ses animaux par la lecture des livres de Ditmars.
D’autres ouvrages connaissent également un grand succès : Strange Animals I Have Known (1931), et deux biographies Confessions of a Scientist (1934) et The Making of a Scientist (1937).
Il a également écrit Le Tatou Géant (The Forest of Adventure), livre pour la jeunesse publié en 1947 aux Éditions de l'Amitié - G.-T. Rageot, dans la collection Heures Joyeuses Nature.
Ditmars contribue à l’installation de centres anti-venins tant aux  États-Unis d'Amérique qu’au Brésil.